# Anatomia lui Grey (sezonul 2)
Al doilea sezon din Anatomia lui Grey, un serial american medical de dramă, produs de Shonda Rhimes, și-a început difuzarea în Statele Unite ale Americii pe 25 septembrie 2005 la ABC, și în România pe 6 martie 2007 la TVR. Sezonul și-a încheiat rularea originală pe 15 mai 2006 și 4 septembrie 2007 în România. Sezonul se bucură de o adiție la distribuția originală: Kate Walsh devine un membru al distribuției principală după o perioadă de difuzare ca guest star în finalul primul sezon și în primele șase episoade ale celui de-al doilea. 

Narațiunea celui de-al doilea sezon continuă de unde primul sezon s-a terminat: soția necunoscută până în prezent a lui Derek ajunge în Seattle pentru muncă, însă încearcă să-și refacă relația cu acesta. Din această perspectivă, Derek încearcă să repare relația cu Addison, lăsând-o pe Meredith devastată. Sezonul se axează, de asemenea, pe relația dintre Izzie și Alex, aventura dintre Meredith și George, relația sa cu chirurgul ortoped Calliope "Callie" Torres și sarcina lui Bailey. Relația Cristinei cu Burke avansează iar pacientul pentru transplant de inimă, Denny Duquette, începe o relație nepermisă cu Izzie, ajungând chiar să o ceară de nevastă înainte de a muri.

## Producție
Primele cinci episoade ale sezonului au fost inițial planificate pentru primul sezon, "Bring the Pain" fiind primul final. După spusele lui Rhimes, după ce al nouălea episod al serialului a fost difuzat, audiența mare a determinat finalul sezonului după episod. Suspansul lăsat de venirea soției necunoscute a lui Derek s-a dovedit a fi ideal pentru un final de sezon. Sezonul a primit răspunsuri pozitive de la critici și fani, având audiențe mai mare decât primul. 

## Distribuție

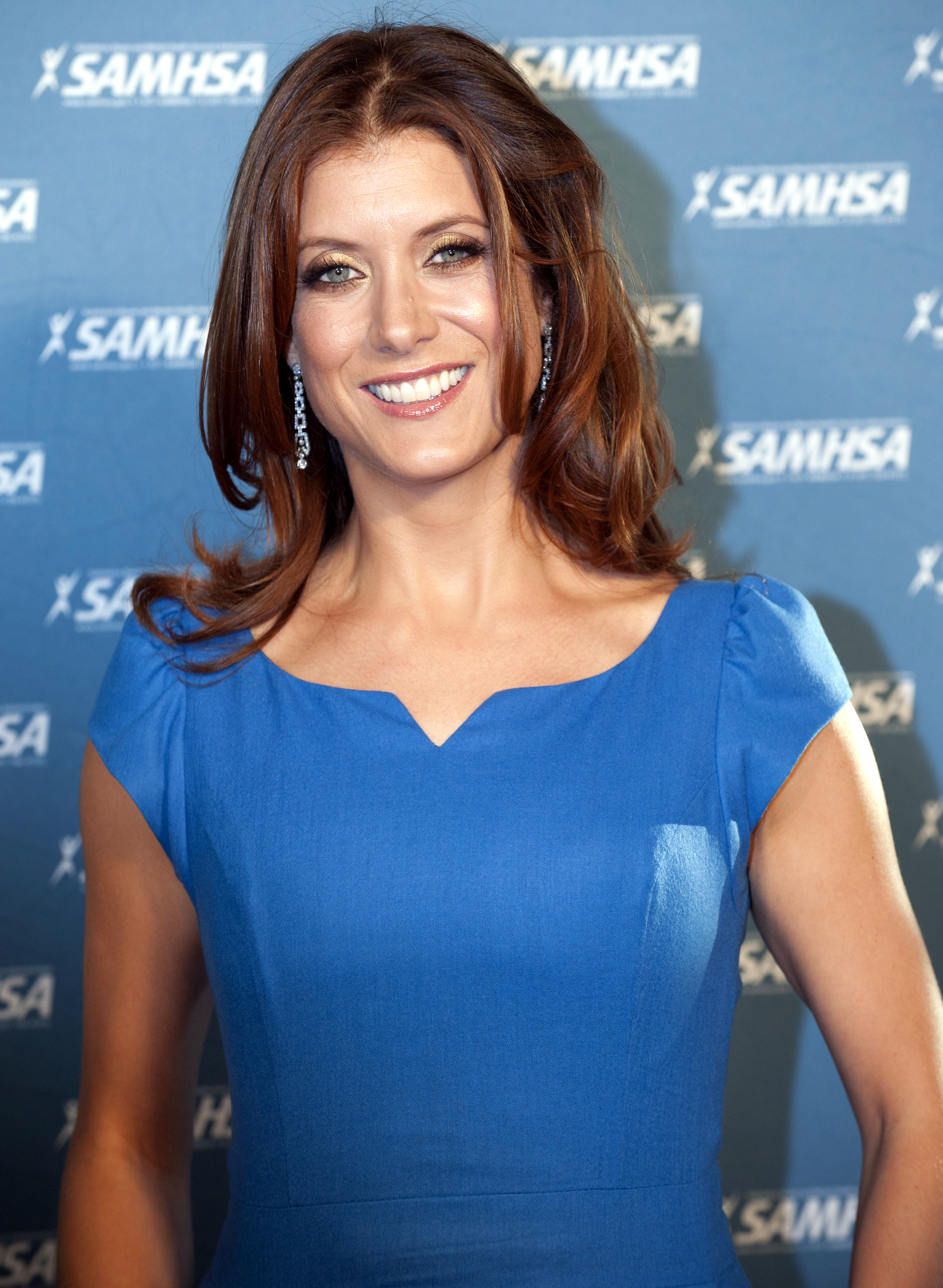
Kate Walsh se alătură distrbuţiei principale în acest sezon.

Sezonul doi îi vede pe cei patru stagiari încă în primul an de rezidențiat. Distribuția principală începe cu Ellen Pompeo care o joacă pe Meredith Grey, unul dintre stagiarii de la Seattle Grace Hospital și protagonista serialului, de asemenea naratoare. Aceasta leagă o relație de prietenie strânsă cu Cristina Yang, jucată de Sandra Oh, un stagiar foarte competitiv care a absolvit prima în clasa ei. Printre stagiari se numără și Izzie Stevens, personajul lui Katherine Heigl, colegă de apartament cu Meredith și un fost model. Aceasta intră într-o relație sexuală cu un alt stagiar, Alex Karev, jucat de Justin Chambers, care nu își expune sentimentele până își dă seama că o pierde pe Izzie. 

Împărțind casa cu Meredith și Izzie este stagiarul George O'Malley, jucat de T.R. Knight, care începe o relație cu chirurg superior. Aceștia sunt conduși de Dr. Miranda Bailey, rezidentul-șef, poreclită "Nazista" până când are un copil, moment care o determină să devină mai atentă la sentimentele stagiarilor. Secția de chirurgie de la Seattle Grace Hospital este condusă de chirurgul generalist Richard Webber, care, în trecut, a avut o relație secretă cu mama lui Meredith. Patrick Dempsey îl întruchipează pe neurochirurgul Derek Shepherd, care renunță la relația sa cu Meredith pentru a se împăca cu soția sa înstrăinată, Addison Forbes Montgomery-Shepherd (jucată de Kate Walsh) obstetrician, ginecolog și chirurg neonatal. Isaiah Washington îl joacă pe Preston Burke, chirurgul cardiotoracic care intră într-o relație cu Cristina, ajungându-i logodnic. 

Sara Ramirez își începe rolul de chirurg ortoped Dr. Calliope "Callie" Torres în acest sezon, apărând ca un guest star începând cu episodul 19, până la începutul sezonul trei când devine parte a distribuției principale. Chris O'Donnell în joacă pe Finn Dandridge, veterinarul cu care Meredith începe o relație pentru a-l uita pe Derek. Jeffrey Dean Morgan îl joacă pe Denny Duquette în nouă episoade, un pacient pe lista transplanturilor de inimă care începe o relație interzisă cu Izzie. Kate Burton continuă rolul lui Ellis Grey, mama lui Meredith care suferă de Alzheimer. Eric Dane apare în episodul 18 în rolul chirurgului plastician Dr. Mark Sloan, amantul lui Addison care a destrămat căsnicia sa cu Derek. Brooke Smith își face apariție în ultimele trei episoade ale sezonului ca Erica Hahn, chirurgul cardiotoracic, rivală a lui Dr. Burke.

## Narațiune

### Meredith Grey
Meredith este șocată să afle că Derek are o soție, ascunzându-i situația pe tot parcursul relației. Meredith află, însă, că relația dintre Addison și Derek era demult destrămată din cauza unei aventuri dintre Addison și Mark, cel mai bun prieten al lui Derek. Totuși, după ce Derek o părăsește pe Meredith pentru a reclădi o relație cu Addison, Meredith rămâne devastată. Pe tot parcursul sezonului, Derek încearcă să fie un prieten de nădejde pentru Meredith, străduindu-se să nu devină mai mult de atât. Derek admite că s-a îndrăgostit de Meredith însă decide să rămână credincios soției sale. Meredith are o aventură de o noapte cu George, pe care o regretă, punând o piedică în relația lor de prietenie. Spre finalul sezonului, Meredith începe să simtă ceva pentru veterinarul cățelului său, Finn Dandridge, ajungând la dificila decizie de a alege între acesta și Derek.

### Cristina Yang
Cristina decide să ascundă sarcina de Burke, tatăl copilului, însă acesta află când Cristina pierde sarcina. Meredith află, de asemenea, despre sarcina Cristinei, determinând-o să renunțe la prietenia lor din cauza faptului că se culca cu șeful ei, precum în cazul lui Meredith și al lui Derek. Este foarte dificil pentru Cristina să reintre în programul de stagiatură după câteva săptămâni de repaus, însă reușește cu ajutorul lui Burke, omniprezent în viața ei. Acesta chiar îi propune Cristinei să se mute cu el, însă aceasta nu reușește să-și ia un angajament atât de mare față de el. În final, aceștia se logodesc, deși relația lor întâmpină greutăți când Cristina începe să adoarmă în timpul sexului, chiar determinându-l pe Burke să-i ofere lui Alex Karev șansa de a-l ajuta într-o misiune importantă. Finalul sezonului îl vede pe Burke împușcat, acesta temându-se că nu ar mai putea opera. Pe lângă relația cu Burke, povestea Cristinei o întruchipează ca fiind primul stagiar în care Bailey se încrede, chiar dându-i copilul nou-născut în timpul unei operații.

### Izzie Stevens

Ultima jumătate a sezonului se axează pe interzisa relaţie dintre Izzie şi Denny.

Odată cu venirea lui Addison, aceasta descoperă că Izzie are o înclinație spre specializarea ei, neonatologia, și îi promite un loc bun pentru sfârșitul rezidențiatului. Izzie începe o relație cu Alex Karev, în ciuda avertismentelor venite de la prietenii ei, toți îngrijorați că acesta i-ar putea frânge inima. Izzie începe să se îndrăgostească de Alex, însă rămâne distrusă când acesta o înșală cu asistenta medicală Olivia, fosta sa iubită. Bailey o pune Izzie responsabilă cu pacientul de 35 de ani, Dennison "Denny" Duquette Jr., care începe să flirteze cu ea. Aceasta află că Denny nu mai are mult de trăit, căutând o inimă pentru transplant. Izzie se îndrăgostește de Denny, în ciuda disconfortului lui Alex, ajungând să formeze o relație interzisă de regulile spitalului. În finalul sezonului, Izzie taie firul care îl ține pe Denny stabil, pentru a-l duce în stare critică, punându-l astfel primul pe lista transplanturilor în fața unui pacient de la Mercy West.

### George O'Malley
George devine frustrat să vadă că Meredith nu vrea să-i dea drumul lui Derek în ciuda minciunilor, încercând să o aibă pe Meredith pentru el. Izzie îl forțează să-i spună lui Meredith adevărul despre sentimentele sale, iar aceasta, îndurerată de Derek, se culcă cu el. Prietenia lui George cu Meredith se destramă când aceasta începe să plângă în timpul sexului, lăsându-l pe George devastat. George găsește alinare alături de chirurgul ortoped Dr. Calliope "Callie" Torres, care începe să-l iubească cu adevărat, George încă fiind nesigur de sentimentele sale pentru Meredith. George se mută împreună cu Cristina după ce își dă seama că nu mai poate locui cu Meredith, însă se întoarce în apartamentul lor când află că Callie locuiește la subsolul spitalului. Meredith și Izzie o tratează pe Callie cu dispreț, iar George nu îi ia apărarea, lucru care determină relația lor să întâmpine dificultăți. În finalul sezonului, George își dă seama de sentimentele puternice pe care i le poartă lui Callie, folosindu-se de ele pentru a o uita complet pe Meredith.

## Episoade
| Nr. în serial | Nr. în sezon | Titlu                                           | Regizat de          | Scris de                                 | Data difuzării      | Data difuzării în România |
| --- | ------------ | ----------------------------------------------- | ------------------- | ---------------------------------------- | ------------------- | ------------------------- |
| 10 | 1            | „Raindrops Keep Falling On My Head”             | Peter Horton        | Stacy McKee                              | 25 septembrie 2005  | 6 martie 2007             |
| În timp ce Meredith și Cristina își discută problemele la barul lui Joe, acesta leșină și este dus de urgență la Seattle Grace Hospital. Joe află că va avea nevoie de numeroase intervenții chirurgicale, cu prețuri inaccesibile lui. Din această cauză, George reușește să găsească o rubrică în sistemul spitalului care îi permită să aibă o șansă la o operație gratuită. Între timp, soția lui Derek, Addison, ajunge în Seattle pentru că Dr. Richard Webber i-a cerut să participe la o operație dificilă din domeniul neonatologiei, în care Addison este cea mai bună din țară. Addison o cere pe Meredith ca stagiar, lucru care aduce numeroase probleme. Se descoperă că Addison l-a înșelat pe Derek cu prietenul cel mai bun al acestuia, Mark. Chiar în ciuda realizării adevărului, Meredith nu îl iartă pe Derek. Richard încă este la recuperarea post-operatorie și îi cere lui George să fie "ochii și urechile" lui, informându-l cu privire la orice se întâmplă în spital. George își folosește ochii și urechile mai mult decât intenționează, dar este reticent în privința informării lui Richard, lucru care ar cauza un dezastru. Burke devine Șeful Secției Chirurgicale temporar deoarece Webber consideră că nu lasă probleme personale în carieră. Meredith află despre sarcina Cristinei cu copilul lui Burke. Acesta o roagă pe Cristina să arunce o privire amănunțită asupra relației lor. Cristina este pregătită să îi spună lui Burke adevărul, dar când acesta se desparte de ea din cauza noii poziții în Seattle Grace Hospital, Cristina decide să ascundă adevărul. Izzie și Alex devin mai apropiați datorită faptului că acesta expune o latură mai emoționată asa când este cu ea. Notă: Prima apariție a lui Steven W. Bailey în rolul lui Joe, barmanul. |              |                                                 |                     |                                          |                     |                           |
| 11 | 2            | „Enough is Enough”                              | Peter Horton        | James D. Parriott                        | 2 octombrie 2005    | 13 martie 2007            |
| Dr. Burke își continuă rolul de șef chirurgical provizoriu în timp ce Dr. Webber se recuperează. Adele Webber, soția sa, îi întrerupe vacanța cu o vizită neașteptată. Chiar dacă nu este tocmai încântat de prezența sa, acesta încearcă să se descurce, făcându-i o vizită frumoasă. Addison Shepherd încă își face loc printre chirurgii prezenți în spital, lucru care cauzează tensiuni în relațiile cu Derek și Meredith. Până și George are probleme cu viața amoroasă. Acesta este repartizat la numeroase cazuri alături de Olivia, cu care a avut o relație în trecut. În final, acesta admite că nu poate prevedea un viitor împreună cu ea, din cauza faptului că este îndrăgostit de Meredith. Între timp, un accident de mașină aduce un cuplu și copilul lor la spital. Celălalt șofer decedează, iar soțul este pe cale să moară în cazul în care nu intră în operație pentru transplant de ficat. Singurul donator posibil este fiul său, dar nu este sigur că vrea să facă donația din cauza felului în care tătăl său își bate soția. Nimeni, nici măcar Alex Karev, stagiarul care se ocupă de caz, nu îl poate ajuta să facă decizia. În final, fiul alege să-și doneze ficatul, dar o roagă pe mama lui să-și părăsească soțul și să informeze poliția despre situația familială. Meredith se ocupă de o operație neobișnuită a unui bărbat cu intestinele blocate. El nu spune medicilor ce a cauzat blocajul, însă razele x arată zece capete de păpuși aflate în intestinele sale. |              |                                                 |                     |                                          |                     |                           |
| 12 | 3            | „Make Me Lose Control”                          | Adam Davidson       | Krista Vernoff                           | 9 octombrie 2005    | 20 martie 2007            |
| Dezastrul lovește Seattle Grace Hospital când mama lui Meredith, Dr. Ellis Grey, este adusă la spital pentru posibil diverticulitis. Nimeni din Seattle Grace nu știa despre boala lui Ellis, Alzheimer avansat, dar după vizita ei, informația se răspândește ușor. George este repartizat cazului ei, dar nu o poate ajuta, deoarece aceasta îl confundă cu fostul ei soț și tatăl lui Meredith, Thacher. Există posibilitatea ca Ellis să aibă cancer la ficat, dar analizele arată contrariul. În același timp, Alex se ocupă de o pacientă cu o problemă de roșeață excesivă în obraji și dorește o operație neurologică pentru a reveni la normal. Oricum, există riscuri imense care evită, însă, să apară în timpul operației. În timp ce Cristina și Burke operează un pacient, aceasta leșină. Bailey și Izzie o duc într-o altă cameră de operație, unde Addison, încă la Seattle Grace Hospital, o operează. Cristina are probleme cu sarcina și va trebui să renunțe la copil. Este evident că Burke încă are sentimente pentru Cristina, pentru este extrem de îngrijorat de situația ei. De asemenea, acesta află despre copilul său, uitându-se pe tabelul operațiilor zilei pe care vede și numele Cristinei la secția de neonatologie. La sfârșitul turei, Meredith suferindă îi spune lui Derek că îi este dor de el și că are nevoie de el. Ea i se confesează lui Derek, din păcate, prea târziu, imediat ce Addison îl sărută. |              |                                                 |                     |                                          |                     |                           |
| 13 | 4            | „Deny, Deny, Deny”                              | Wendey Stanzler     | Zoanne Clack                             | 16 octombrie 2005 . | 27 martie 2007            |
| Cristina se recuperează după dificila operație, primind astfel o vizită de la mama ei excesiv de grijulie, Helen Yang Rubenstein. Cristina refuză să respecte ordinele lui Addison de a sta în pat pentru odihnire, așa că încearcă să fie de ajutor în programul de stagiatură. Aceasta încearcă să dovedească faptul că pacienta lui Izzie ia droguri, nefiind crezută de Burke și Izzie. Aceștia, alături de Cristina, sunt șocați să vadă ca are dreptate. De asemena, Cristina trebuie să se ocupe de Burke, care abia află că ar fi trebuit să fie tată. În același timp, Meredith confruntă continua problemă cu Derek și Addison. Addison îi cere lui Derek hârtii de divorț, dar Derek nu este sigur că vrea să le semneze. O altă relația care atinge noi culmi este cea a lui Alex cu Izzie - acesta o surprinde cerându-i o întâlnire. După întâlnire, Alex o duce pe Izzie acasă. Izzie, așteptând după un sărut final, este dezamăgită văzându-l pe Alex că ezită plecând. Situația devine și mai complicată pentru acesta când Dr. Webber îl informează că nu a trecut un examen, având riscul de a fi eliminat din programul de stagiatură dacă nu trece de a doua șansă. Bailey expune o latură emoțională din spatele personalității stricte când un vechi pacient vine la spital pentru o nouă operație. Pacientul este reticent în privința informării părinților, din teamă de a-i îngrijora pentru ceva ce pare minor. Tânărul în vârstă de nici treizeci de ani decedează în timpul operației. Bailey încearcă pentru zece minute resuscitarea tânărului, dar eforturile sale dau greș. Aceasta cedează sub presiunea evenimentelor, explodând în lacrimi pentru prima oară. |              |                                                 |                     |                                          |                     |                           |
| 14 | 5            | „Bring the Pain”                                | Mark Tinker         | Shonda Rhimes                            | 23 octombrie 2005   | 3 aprilie 2007            |
| Meredith și Derek au nevoie de mai mult decât medicamente când o tânără asiatică tradiționalistă vine însoțită de tatăl ei care îi permite să accepte o operație salvatoare numai în cazul în care un shaman este chemat să îi "readucă sufletele". Între timp, Șeful Chirurgical nu comandă un generator de rezervă când spitalul are nevoie de unul, blocându-i pe George și Alex pentru a face o operație în încercarea de a salva viața unui pacient. George își arată potențialul în timp ce Alex se panichează. Este timpul ca Derek se aleagă între cele două femei din viața lui, iar Meredith este devastată să afle că a ales-o pe Addison. |              |                                                 |                     |                                          |                     |                           |
| 15 | 6            | „Into You Like a Train”                         | Jeff Melman         | Krista Vernoff                           | 30 octombrie 2005   | 10 aprilie 2007           |
| În timp ce Meredith așteaptă o decizie finală de la Derek, un accident de tren aduce numeroase victime serios rănite la Seattle Grace Hospital, incluzându-i pe Bonnie și Tom, doi pasageri uniți de o țeavă de metal care le străpunge trupul. Singura metodă de a înlătura țeava este o operație riscantă care implică răsucirea unuia distre ei spre capătul țevei, cauzându-i moartea pentru a-l salva pe celălalt. Tom, bărbatul de cincizeci de ani, se oferă să renunțe la viață pentru a o salva pe a lui Bonnie. Bonnie, o tânără de douăzeci de ani, este logodită și urmează să se căsătorească. Situația gravă a lui Bonnie îi determină pe chirurgi să îl aleagă pe Tom drept pacientul care va supraviețui. Toți doctorii implicați în procedura chirurgicală promit că vor face tot ce le va sta în putință pentru a-i salva pe amândoi. În timpul operației, după ce esete înlăturată de pe axa țevei, Bonnie intră în moarte clinică. Doctorii lucrează la ea până când o declară "nesalvabilă" și se întorc la Tom, care are o șansă mai mare la supraviețuire. Meredith este singura care rămâne alături de Bonnie. Această situație este în concordanță cu situația sa cu Derek: Meredith se simte abandonată de acesta care o alege pe Addison. La departamentul de urgență, Alex face suturi unei paciente, însă nu observă că mama pacientei are hemoragie internă, cauzându-i moartea în sala de așteptare. Între timp, Addison Shepherd o transformă pe Izzie în stagiarul ei de încredere, garantându-i succes spre specializarea neonatologiei. |              |                                                 |                     |                                          |                     |                           |
| 16 | 7            | „Something to Talk About”                       | Adam Davidson       | Stacy McKee                              | 6 noiembrie 2005    | 17 aprilie 2007           |
| Cristina, Izzie și Meredith fură cazul lui Shane, un pacient care este aparent însărcinat, lucru care le fascinează pe cele trei stagiare, cât și întregul personal de la Seattle Grace Hospital, însă ajunge să o calce pe nervi pe Meredith care observă că oamenii nu îi respectă intimitatea. Intimitatea lui Meredith este de asemenea batjocorită când întregul personal de la Seattle Groce Hospital bârfește fără milă despre Meredith, Derek și Addison. Contactul cu o tânără pacientă îl inspiră pe Alex să-și exprime sentimentele pentru Izzie. Pacientul îl roagă pe Alex să o sărute. Alex este înțelegător, însă îi explică cum primul sărut "nu ar trebui înșelat", necesitând o semnificație puternică, alături de cineva special care o va face să simtă că nici nu mai are nevoie de aer. Finalul episodului marchează apariția neașteptată a lui Alex la barul lui Joe, unde o sărută pe Izzie în fața tuturor. Notă: Prima apariție a lui Kate Walsh în distribuția principală în rolul lui Addison Forbes Montgomery-Shepherd. |              |                                                 |                     |                                          |                     |                           |
| 17 | 8            | „Let It Be”                                     | Lesli Linka Glatter | Mimi Schmir                              | 13 noiembrie 2005   | 24 aprilie 2007           |
| Relația profesională dintre Derek și Addison este pusă la încercare când prietenii lor din Manhattan vin la Seattle Grace Hospital căutând o operație radicală pentru evitarea cancerului mamar. Soțul lui Sav nu îi oferă înțelegerea de care are nevoie, reflectând situația ambiguă din căsnicia lui Addison cu Derek. Oricum, aceasta optează pentru operație, iar soțul își arată suportul stând alături de ea în timpul operației. Între timp, George nu înțelege de ce un pacient nu este încântat să fi supraviețuit după ce a căzut de pe un bloc cu cinci etaje. Un bătrân domn face o decizie radicală: le spune doctorilor să nu o informeze pe soția sa că mai are câteva luni de trăit. Cristina și Burke încearcă să aibă o întâlnire normală, iar Dr. Webber este dezamăgit de comportamentul lui Bailey, până când află că este însărcinată. |              |                                                 |                     |                                          |                     |                           |
| 18 | 9            | „Thanks for the Memories”                       | Michael Dinner      | Shonda Rhimes                            | 20 noiembrie 2005   | 1 mai 2007                |
| Ziua Recunoștinței este mult mai dificilă decât doctorii de la Seattle Grace Hospital sunt dispuși să admită, cum Izzie planifică o cină somptuoasă acasă la Meredith, nesigură de cine va apărea. Meredith pleacă la spital în secret iar George îndură o zi cu tatăl și frații săi cu tradiția de vâna curcani. George este rănit când frații săi spun că nu este un doctor real când acesta afirmă că stagiarii sunt mai mult observatori. Mai târziu, unul dintre frați accidental își împușcă tatăl. George își dă seama că nu frații să îl făceau să se simtă prost, ci chiar el își făcea frații să se simtă prost, datorită faptului că este un doctor. Derek și Webber ajung la spital cu inteția de a sta pentru câteva minute, neașteptându-se să-și petreacă întreaga zi la spital. Meredith tratează un pacient care a fost în stare vegetativă pentru șaisprezece ani, dar se trezește și observă că familia sa a trecut mai departe. Alex nu se prezintă pentru a o ajuta pe Izzie, rămânând la spital. Cristina și Burke apar, în final, iar Burke o ajută, dovedindu-i Cristinei că este un bucătar excelent, calitate dobândită din experiența sa ca chirurg. Cristina părăsește apartamentul pentru a găsi alcool, însă ajunge la spital, de asemenea. Izzie i se confesează lui Burke, mărturisind că Ziua Recunoștinței este o zi specială pentru ea, fiind singura zi în care nu este nevoită să lupte pentru viața unui pacient. Meredith celebrează Ziua Recunoștinței cu o aventură de o noapte. |              |                                                 |                     |                                          |                     |                           |
| 19 | 10           | „Much too Much”                                 | Wendey Stanzler     | Gabrielle Stanton și Harry Werksman, Jr. | 27 noiembrie 2005   | 8 mai 2007                |
| Meredith este șocată să vadă că partenerul ei din noapte precedentă apare la spital, suferind de priapism, o afecțiune care îi menține erecția încă din noaptea precedentă. Izzie, Addison și Derek sunt repartizați la cazul unei femei însărcinată cu cinci fetițe, având deja tripleți de patru ani. Femeia este copleșită de numeroasele probleme medicale pe care le întâmpină în timpul riscantei sarcini. Izzie este enervată de Alex care nu ajunge la orgasm în timpul partidelor lor, mai ales când îl prinde făcând sex cu Olivia. Lucrurile se întorc împotriva lui Alex când acesta își dovedește incompetența, tratând un pacient cu o doză greșită, greșeală care îl ucide pe pacient. Burke îi propune Cristinei să se mute împreună după ce aceasta vede o cheie în plus pentru apartamentul lui. Cristina îi arată lui Burke unde locuiește, fiind reticentă la început, pentru a-i arăta lui Burke cât de diferite sunt modurile lor de viață și problemele care ar putea apărea în relația lor dacă s-ar muta împreună. Finalul episodului marchează nașterea cvintupleților. |              |                                                 |                     |                                          |                     |                           |
| 20 | 11           | „Owner of a Lonely Heart”                       | Dan Minahan         | Mark Wilding                             | 4 decembrie 2005    | 15 mai 2007               |
| Cristina nu prea o are la suflet pe pacienta Constance Ferguson, o deținută care își distruge sănătatea înghițind câteva lame, pentru a ieși din închisoare pentru o "pauză". Între timp, stagiarii au grijă de familia cvintupleților prematuri, cu o varietate de deteriorări serioase ale sănătoții. Mâina lui Izzie față de Alex ajunge la punctul maxim, aceasta confesând exact ce simte despre el. Dr. Addison Shepherd o învață pe Izzie o lecție dureroasă pe care a primit-o la rândul ei de la Dr. Webber în anul de stagiartură, învățând-o riscurile atașamentului excesiv față de pacienți. |              |                                                 |                     |                                          |                     |                           |
| 21 | 12           | „Grandma Got Run Over By a Reindeer”            | Peter Horton        | Krista Vernoff                           | 11 decembrie 2005   | 22 mai 2007               |
| Un copil are nevoie de un transplant cardiac însă nu pare să îl dorească la fel de mult ca mama sa, ducând la o ceartă despre tratamentul potrivit între Burke și Cristina, arătându-le marile diferențe de perspectivă dintre ei: în timp ce Burke gândește tratamentul cu sufletul, Cristina este rece, negândindu-se la consecințele spirituale. Burke refuză să-l opereze pe băiat până când mintea acestuia alege să vrea inima. Cristina, deși nu spirituală de felul ei, formează o legătură cu băiatul în legătură cu scepticismul lor cu privire la operație, însă reușește să îl convingă să aleagă inima pe care Burke i-a propus-o. Între timp, stagiarii îl ajută pe Alex să treacă examenul, însă Izzie se simte trădată din cauza faptului că acesta tocmai a înșelat-o cu Olivia. Meredith trebuie să îi reamintească lui Izzie care este adevăratul spirit al Crăciunului, ajungând la concluzia că iertarea lui Alex pare o soluția acceptabilă. Deși reconcilierea cu soția sa, Addison, Derek nu este într-o stare festivă de sărbători. Acesta execută o operație neurologică pe tatăl a cinci copii dintr-o familie alcătuită din evrei și creștini, familie care sărbătorește "Chrismukkah" în fiecare an. Derek îi confesează lui Addison că Meredith nu a fost doar o metodă de răzbunare sau de alinare a suferinței, ci pur și simplu s-a îndrăgostit de ea. |              |                                                 |                     |                                          |                     |                           |
| 22 | 13           | „Begin the Begin”                               | Jessica Yu          | Kip Koenig                               | 15 ianuarie 2006    | 29 mai 2007               |
| Richard Webber impune o regulă care permite unui stagiar să lucreze numai optzeci de ore pe săptămână. Meredith este trimisă acasă după ce depășește cu mult tura oficială. Aceasta își "spală trecutul" curățând casa integral, urmând să își viziteze mama la azil. Surprinderea lui Meredith se aprinde când îl vede pe Derek la azil, discutând cu Ellis. Acesta încearcă să o ajute, însă, deși persuasiunea lui Derek aproape o convinge pe Ellis, Meredith este sigură că ultimul om de la care ar putea cere ajutor este Derek, acesta ducându-se pentru ajutor la Richard. Izzie pare să treacă peste durerea lăsată de Alex când un nou pacient, Denny Duquette, este internat în spital pentru un transplant de inimă și începe să împartă o incontestabilă chimie între ei. Bailey se duce cu avionul într-un oraș apropiat, pentru a lua inima corespunzătoare operației lui Denny, luând-o pe Cristina, încălcând astfel regula de optzeci de ore a stagiarilor. Între timp, George și Addison o tratează pe Bex, o tânără adolescentă cu o tumoră care îi apasă pe ovar. Aceștia sunt șocați să descopere că aparentul ovar este o pereche de testicule, astfel clasificând-o pe Bex ca fiind hermafrodită. Aceasta vorbește cu George despre cât de diferit se simte față de toți ceilalți. Părinții săi nu doresc ca această să afle despre testicule, însă George îi forțează să îi spună. După ce vorbește cu George, aceasta îl roagă pe George să îi taie părul, dovedind că decizia sa este să-și trăiască viața ca băiat. Notă: Prima apariție a lui Jeffrey Dean Morgan în rolul lui Dennison "Denny" Duquette, Jr. |              |                                                 |                     |                                          |                     |                           |
| 23 | 14           | „Tell Me Sweet Little Lies”                     | Adam Davidson       | Tony Phelan și Joan Rater                | 22 ianuarie 2006    | 5 iunie 2007              |
| Meredith și Cristina se mint reciproc în legătură cu statul relațiilor amoroase cu Derek și Burke. George primește dificila misiune de a da afară din spital o fostă pacientă boemă și aparent psihic instabilă, în trecut internată pentru controale de rutină ale bătrâneții. Alex află rezultatul examenului său, constatând că, având punctajul aproape maxim, își va putea continua cariera în medicină fără a se uita în trecut. În același timp, Izzie încearcă să îl oprească pe Alex din a lua deciziile greșite când o pacientă asiatică care nu stăpânește limba engleză, este mințită de antrenorul său. George, Cristina și Alex intră într-o competiție de mâncare rapidă a treizeci de hot dogs. |              |                                                 |                     |                                          |                     |                           |
| 24 | 15           | „Break on Through”                              | David Paymer        | Zoanne Clack                             | 29 ianuarie 2006    | 12 iunie 2007             |
| Odată cu o grevă a asistentelor de la Seattle Grace Hospital, Meredith găsește o pacientă în stop respiratoriu și o readuce la viață. Oricum, după întâlnirea cu prietenele pacientei, Mereidth își dă seama că aceasta era o pacientă pe lista neresuscitărilor. Spitalul este obligat să aștepte venirea fiicei sale pentru a semna hârtiile pentru moartea mamei sale, lăsând-o să aibă pace pentru totdeauna. Izzie tratează o adolescentă însărcinată cu care are multe în comun: nu numai că provin din același mic oraș, dar Izzie îi dezvăluie că a născut ca o adolescentă și o încurajează pe pacientă să ia în considerara posibilitatea punerii bebelușului spre adopție, posibilitate care o deranjează pe mama pacientei, aceasta luând în calcul doar dorințele proprii. Un nou rezident temporar, Sydney, vine la Seattle Grace Hospital pentru a o înlocui pe Bailey, acum într-o stare avansată a sarcinii. Cristina este iritată cu noul mentor și îl roagă pe Burke să intervină când Sydney încearcă o procedură chirurgicală cu numeroase riscuri, pentru a salva piciorul infectat de la amputare. Meredith este supărată când Dr. Webber vine să îi viziteze mama, dar în urma morții pacientei sale, aceasta decide că nu vrea să își lase mama să moară singură, ci înconjurată de oamenii pe care i-a iubit de-a lungul vieții, categorie care îl include, cu siguranță, și pe Richard. |              |                                                 |                     |                                          |                     |                           |
| 25 | 16           | „It's the End of the World” (Partea 1)          | Peter Horton        | Shonda Rhimes                            | 5 februarie 2006    | 19 iunie 2007             |
| Meredith refuză să meargă la muncă, având o neliniștitoare senzație că va muri. Cum George și Izzie nu o pot scoate din pat, aceștia o cheamă pe Cristina. Odată ajunși la spital, premoniția lui Meredith pare să aibă ceva validitate. O victimă a unei traume este adusă de un paramedic cu mâna încă în el, încercând să oprească sângerarea. Cum Alex descoperă imediat, mâna ei nu este singurul lucru din interiorul pacientului - acesta are și o bombă. Spitalul este plasat în cod negru, lucru care închide aripa chirurgicală, exceptând o singură operație: Derek și Cristina operând pe creier un om dintr-un accident de mașină, care se întâmplă să fie soțul lui Bailey. Bailey este pe punctul de a naște, dar refuză să accepte nașterea până când își vede soția. Chiar dacă echipajul anti-bombă evacuează întreg personalul, Derek, Cristina și Meredith refuză să plece. Meredith stă de partea lui Hannah, care are mâna pe bomba din inima pacientului. Izzie decide să facă sex cu Alex într-un dulap, în timp ce Richard încearcă din răsputeri să evite haosul iminent din spital. Lucrurile evoluează repede, mai ales când anestezistul o lasă pe Hannah baltă cu pacientul și bomba, în timp ce toți ceilalți doctori încearcă o strategie cu Dylan. Hannah are o cădere nervoasă și își scoate mâna din pieptul pacientului, punându-i pe toți în pericol de moarte. Instantaneu și involuntar, Meredith îi ia locul, punându-și mâna în pieptul pacientului |              |                                                 |                     |                                          |                     |                           |
| 26 | 17           | „As We Know It” (Partea 2)                      | Peter Horton        | Shonda Rhimes                            | 12 februarie 2006   | 26 iunie 2007             |
| Fără soțul său alături, Bailey refuză să nască. George lucrează cu Addison pentru a o convinge pe Bailey, deja într-o stare periculos de avansată a sarcinii. Aceasta refuză cu tărie, neffind în apele ei. George o ajută motivând-o și fiindu-i alături în timpul nașterii. Aceasta îi mulțumește numindu-și copilul Tucker George. Izzie și Alex fac sex din nou, în ciuda neliniștii că totul s-ar putea sfârși ca înainte. Situația nu este prea convenabilă nici pentru Richard, care, datorită acumulării de stres, suferă un atac de anxietate, eveniment care o aduce pe Adele la spital, aceasta crezând că este vorba despre un infarct. Soțul lui Bailey supraviețuiește după ce intră în stop cardiac. Meredith își scoate mâna de pe explozivul din pacient și un membru al echipajului anti-bombă înlătură explozivul. Oricum, bomba explodează, omorându-l pe Dylan. Meredith este lăsată fără cunoștință de explozie. Omul cu explozibilul în el a supraviețuit, de asemenea. La sfârșitul episodului, Burke și Derek devin prieteni, trecând peste rivalitatea de la început, începând să-și vorbească cu numele mici. Cristina îi spune lui Preston că îl iubește în timp ce acesta doarme. Derek vine să o viziteze pe Meredith și îi spune că s-a îngrijorat de aproape-moartea sa. Meredith îi spune că nu-și poate aminti ultimul lor sărut, însă Derek îi spune că mirosea ca o floare. În timp ce Derek pleacă, aceasta în spune că era lavandă. |              |                                                 |                     |                                          |                     |                           |
| 27 | 18           | „Yesterday”                                     | Rob Corn            | Krista Vernoff și Mimi Schmir            | 19 februarie 2006   | 3 iulie 2007              |
| Notă: Prima apariție a lui Eric Dane ca guest star în rolul lui Mark Sloan. |              |                                                 |                     |                                          |                     |                           |
| 28 | 19           | „What Have I Done to Deserve This?”             | Wendey Stanzler     | Stacy McKee                              | 26 februarie 2006   | 10 iulie 2007             |
| Notă: Prima apariție a Sarei Ramirez ca guest star în rolul lui Calliope "Callie" Torres. |              |                                                 |                     |                                          |                     |                           |
| 29 | 20           | „Band-Aid Covers the Bullet Hole”               | Julie Anne Robinson | Gabrielle Stanton & Harry Werksman, Jr.  | 12 martie 2006      | 17 iulie 2007             |
| 30 | 21           | „Superstition”                                  | Tricia Brock        | James D. Parriott                        | ianuarie 2007       |                           |
| 31 | 22           | „The Name of the Game”                          | Seith Mann          | Blythe Robe                              | 2 aprilie 2006      | 31 iulie 2007             |
| Notă: Prima apriție a lui Chris O'Donnel în rolul lui Finn Dandridge. |              |                                                 |                     |                                          |                     |                           |
| 32 | 23           | „Blues for Sister Someone”                      | Jeff Melman         | Elizabeth Klaviter                       | 30 aprilie 2006     | 7 august 2007             |
| 33 | 24           | „Damage Case”                                   | Tony Goldwyn        | Mimi Schmir                              | 7 mai 2006          | 14 august 2007            |
| 34 | 25           | „17 Seconds”                                    | Dan Minahan         | Mark Wilding                             | 14 mai 2006         | 21 august 2007            |
| Notă: Prima apariție a lui Brooke Smith ca guest star în rolul Ericăi Hahn. |              |                                                 |                     |                                          |                     |                           |
| 35 | 26           | „Deterioration of the Fight or Flight Response” | Rob Corn            | Tony Phelan & Joan Rater                 | 15 mai 2006         | 28 august 2007            |
| 36 | 27           | „Losing My Religion”                            | Mark Tinker         | Shonda Rhimes                            | 15 mai 2006         | 4 septembrie 2007         |